# Josie McCoy
Josephine “Josie” McCoy é uma personagem fictícia da série de quadrinhos da Archie Comics, Josie and the Pussycats. Foi criada por Dan DeCarlo, baseada na esposa do criador, também chamada 'Josie'. Apareceu pela primeira vez em Archie Pals ‘n’ Gals nº 23 (1963). Ela possui cabelos ruivo curto, também é a líder e co-fundadora das Pussycats. Ela é a vocalista principal e toca violão. Retratada como uma adolescente doce, atraente e equilibrada, Josie é geralmente o centro estável no meio do caos que cerca sua banda e seus amigos.[carece de fontes?]
Nos desenhos animados (Josie and the Pussycats e Josie and the Pussycats in Outer Space) baseado nas histórias em quadrinhos, sua voz foi interpretada por Janet Waldo com Cathy Dougher interpretando sua voz nas canções. Ela foi interpretada por Rachael Leigh Cook no filme live-action de 2001, baseado nos quadrinhos homônimos. Ashleigh Murray também e a intérprete da personagem em Riverdale (2017) e posteriormente em Katy Keene (2020).

## Biografia
Retratada como uma doce, atraente, e menina de nível, Josie é geralmente o centro estável no meio do caos em torno de sua banda e seus amigos. O sobrenome de Josie é inconsistente. Foi alternadamente "Jones" ou "James" durante grande parte da história em quadrinhos. McCoy era seu sobrenome para o filme de 2001. A Archie Comics mais tarde, às vezes, reconheceu os sobrenomes do filme como canônicos, embora não consistentes. Em algumas histórias reimpressas na década de 2000, a Archie Comics mudou seu sobrenome para McCoy. No entanto, a versão do mangá usou "Jones", que foi seu primeiro sobrenome a aparecer nos quadrinhos. Durante os primeiros anos de sua história em quadrinhos (1963–1969), Josie namorou um guitarrista chamado Albert. Durante e depois da renovação de Josie and the Pussycats, ela namorou Alan M. Mayberry. Alexander Cabot é regularmente atraído por ela nos quadrinhos. Embora ela seja conhecida por namorar com ele, ela realmente ama Alan M.

## Em outras mídias

### Televisão

#### Animação
- Josie apareceu em Josie and the Pussycats uma série animada exibida entre 1970 a 1971 e produzida pela Hanna-Barbera Productions, apareceu também no spin-off intitulado de Josie and the Pussycats in Outer Space exibido entre 1972, esta versão da série seguiu as personagens no espaço sideral. Após o cancelamento dos programas, ela apareceu em uma aparição especial no episódio "The Haunted Showboat" de 22 de setembro de 1973 no The New Scooby-Doo Movies. Foi dublada por Janet Waldo, com Cathy Dougher sendo sua voz nas canções.

#### Live action

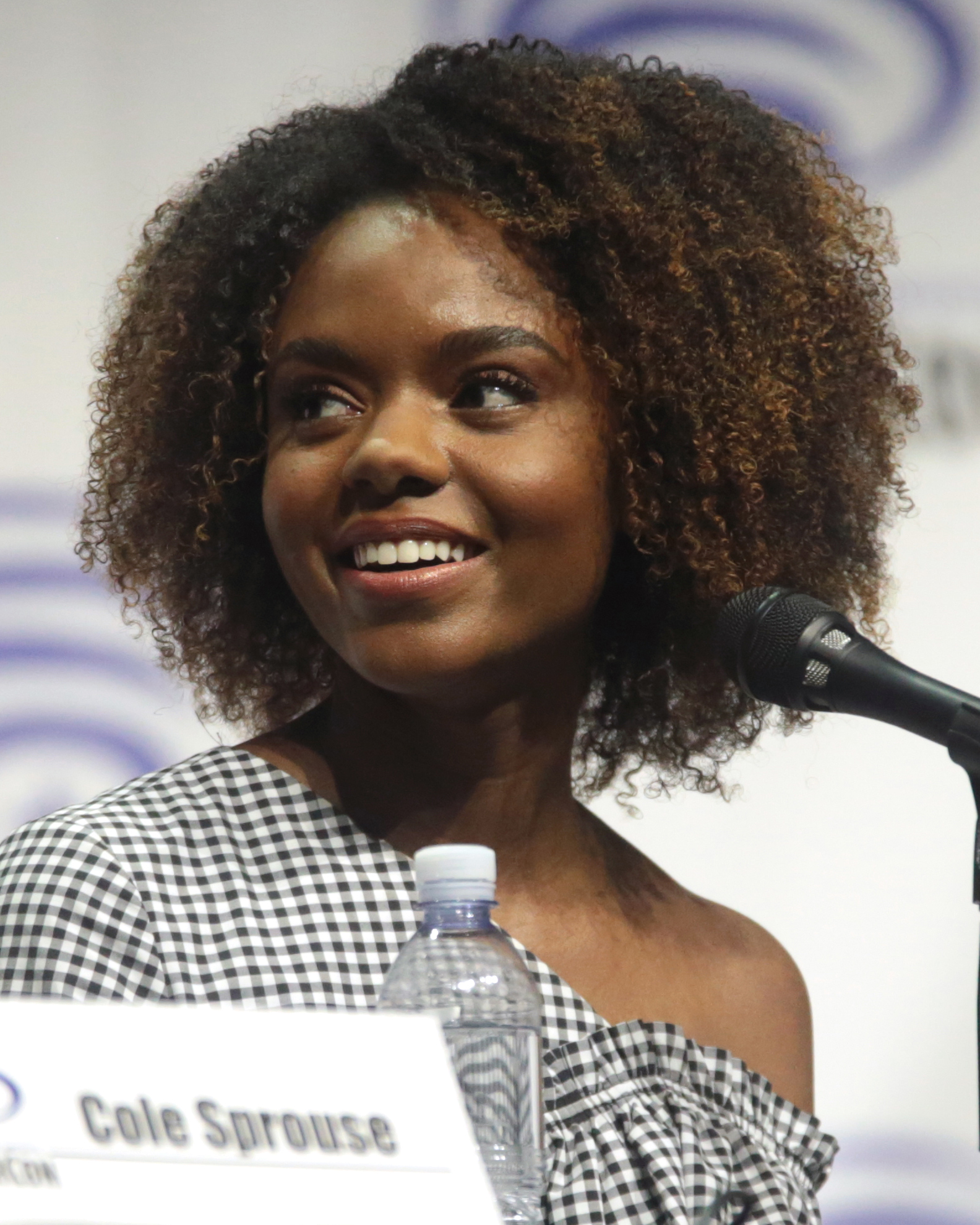
Ashleigh Murray intérprete de Josie em Riverdale e Katy Keene.

- Josie aparece na série de televisão da The CW, Riverdale, sendo interpretada por Ashleigh Murray. Sua caracterização na série e diferente nas histórias em quadrinhos, sendo ela ela afro-americana. Seu pai é músico de jazz e deseja que sua filha cante música mais séria. Sua mãe também é a ex-prefeita de Riverdale. Josie posteriormente migrou para o spin-off da série, intitulado de Katy Keene quando adulta, com Murray reprisando seu papel.[6]

### Filme

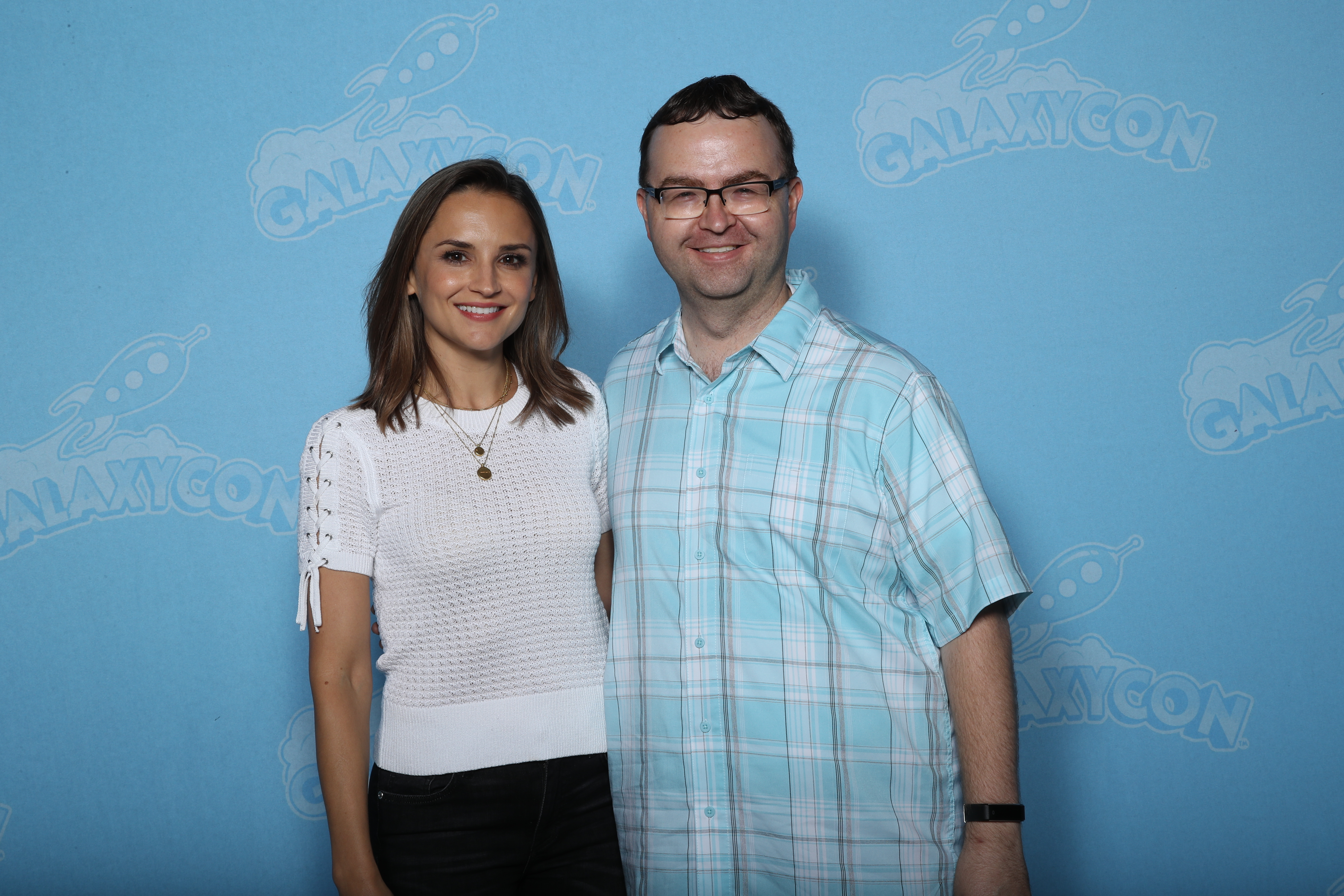
Rachael Leigh Cook intérprete de Josie em Josie and the Pussycats.

- Josie foi interpretada por Rachael Leigh Cook em Josie and the Pussycats, um filme de comédia musical de 2001 lançado pela Universal Pictures e Metro-Goldwyn-Mayer. Dirigido e co-escrito por Harry Elfont e Deborah Kaplan, o filme é vagamente baseado nos quadrinhos e nos desenhos animados da Hanna-Barbera. O filme é sobre uma jovem banda feminina que assina contrato com uma grande gravadora, apenas para descobrir que a empresa não tem os melhores interesses dos músicos no coração. O filme recebeu críticas mistas e foi um fracasso nas bilheterias,[7][8] faturando cerca de 15 milhões de dólares, tendo um orçamento de 39 milhões de dólares.[9]